# 药师殿
药师殿是中国汉传佛教寺院中最重要的配殿之一，主要供奉药师佛。药师佛信仰传播到东亚，在日本寺院有药师堂。

## 词源学
药师佛，又译作“药师如来”、“药师琉璃光如来”等，是佛教传说中东方琉璃世界的教主。

## 供奉
药师殿供奉药师佛，一般其形象面相慈善，仪态庄严，身体蓝色，乌发肉髻，双耳垂肩，身穿佛衣，坦胸露出右臂，坐在莲花宝座中央。药师佛左侧是日光菩萨，手持太阳，象征光明，右边是月光菩萨，手托月亮，象征清凉。三者合称“药师三尊”或者“东方三圣”。
中国民间相信供奉药师佛可以医治百病，解除顽疾，消灾延寿，所以自古以来各个阶层对药师佛的信仰都很兴盛。